# Operacja Vengeance
Operacja Vengeance – operacja przeprowadzona w dniach 17–18 kwietnia 1943 roku przez Siły Powietrzne Armii USA w oparciu o bazy lotnicze na Guadalcanalu, której celem było zestrzelenie dwóch bombowców, przewożących głównodowodzącego japońskiej marynarki wojennej, adm. Isoroku Yamamoto wraz z jego sztabem w trakcie podróży inspekcyjnej po bazach japońskich w archipelagu Wysp Salomona. Operacja zakończyła się sukcesem: obydwa bombowce zostały zestrzelone, adm. Yamamoto oraz 18 osób (członków jego sztabu i załóg pokładowych samolotów) zginęło. Amerykanie stracili jeden myśliwiec P-38 z pilotem. Uznaje się, że operacja miała duże znaczenie militarne: wyeliminowano dowódcę, będącego architektem dotychczasowych sukcesów japońskich w wojnie na Pacyfiku, co zachwiało morale Japończyków.

## Geneza
Po wycofaniu japońskiego garnizonu z Guadalcanalu w lutym 1943 roku dowództwo japońskie zdawało sobie sprawę, że można się spodziewać ofensywy aliantów skierowanej na północ wzdłuż Wysp Salomona w kierunku na Rabaul. Potwierdzeniem tych obaw był aliancki desant na wyspach Russella w marcu 1943 r., w wyniku którego szybko rozbudowywano tam lotnisko polowe. Adm. Yamamoto, głównodowodzący Połączonej Floty, zadecydował, że aby powstrzymać te działania, powinno zostać przeprowadzone zdecydowane przeciwuderzenie lotnicze. Miało ono zniszczyć materiały wojenne i zaopatrzenie zgromadzone przez aliantów na Guadalcanalu, wyeliminować transportowce i wspierające je okręty wojenne w bazach na Wyspach Salomona i Nowej Gwinei. Celem dodatkowym było też zniszczenie powstającego lotniska na Wyspach Russell. Operację, oznaczoną kryptonimem „I-gō”, miały przeprowadzić siły lotnicze bazujące na Wyspach Salomona wsparte lotnictwem pokładowym Trzeciej Floty wadm. Jisaburō Ozawy. Operację przeprowadzono w dniach 7–14 kwietnia 1943 r., nadzorował ją osobiście adm. Yamamoto, który przybył 3 kwietnia do Rabaul. Po zakończeniu operacji na 17–18 kwietnia adm. Yamamoto zaplanował przeprowadzenie inspekcji garnizonów japońskich na Bougainville, aby podnieść morale stacjonujących tam żołnierzy. Adm. Yamamoto i jego sztab byli świadomi ryzyka związanego z odwiedzinami baz, które pozostawały w zasięgu alianckiego lotnictwa, jednak zdecydowano, że wizyta jest konieczna. O planowanej inspekcji dowództwo na Bougainville zawiadomiono radiogramem 12 kwietnia. Radiogram był zaszyfrowany z wykorzystaniem zmodyfikowanej wersji szyfru JN-25, i zawierał harmonogram oraz trasę wizyty, nadano go z pokładu flagowego okrętu „Musashi”.
Radiogram przechwyciła stacja nasłuchu radiowego w Wahiawa na Hawajach. Prace nad odszyfrowaniem rozpoczęły stacje NEGAT koło Waszyngtonu, FRUPAC w Pearl Harbor i FRUMEL w Australii, jednak ze względu na to, że była to najnowsza wersja szyfru (JN-25E14), której krytpoanalitycy nie zdołali jeszcze całkowicie złamać, postęp był niewielki. Tym niemniej na podstawie odczytanych fragmentów ppłk Alva Laswell, kryptoanalityk i lingwista, zorientował się o dużym znaczeniu przechwyconej wiadomości. Po południu 14 kwietnia ukończył rekonstruowanie całości wiadomości, w czym pomogło mu przechwycenie i odszyfrowanie drugiego radiogramu z wiadomością o wizycie, który był zaszyfrowany z wykorzystaniem mniej zaawansowanego szyfru JN-20H. Autentyczność wiadomości ocenił kmdr. por. Edwin Layton, oficer wywiadu, który przed wojną poznał osobiście adm. Yamamotę, i natychmiast przekazał treść radiogramu adm. Nimitzowi. Adm. Nimitz uznał, że zdolności strategiczne adm. Yamamoto, jego cechy osobowości oraz wpływ na morale sił zbrojnych Japonii stanowią duże zagrożenie dla powodzenia aliantów, postanowił więc, że podległe mu siły przechwycą i zniszczą samolot, którym będzie podróżował architekt dotychczasowych sukcesów japońskich w wojnie na Pacyfiku.
Ze stanowiskiem tym nie zgadzają się niektórzy współcześni historycy, którzy w najnowszych opracowaniach wskazują, że Nimitz był początkowo sceptyczny wobec pomysłu Leytona. O ile bowiem Leyton przekonywał go, iż Yamamoto jako dowódca Połączonej Floty jest uprawnionym celem militarnym, o tyle dla Nimitza nie było oczywistym, czy zaplanowane zabicie konkretnej osoby jest uderzeniem militarnym, czy też morderstwem Zadał też to pytanie Leytonowi, na co – znający osobiście Yamamoto – Leyton odpowiedział, że zabicie go byłoby porównywalne z zabiciem Nimitza przez Japończyków.
Aby nie zdradzić zdolności aliantów do odczytywania japońskich szyfrów, uzyskanie informacji o inspekcji adm. Yamamoto miano przypisywać „strażnikom wybrzeża” czuwającym na okupowanych przez Japończyków Wyspach Salomona. Decyzję o zestrzeleniu admiralskiego samolotu autoryzował Sekretarz Departament Marynarki Wojennej Stanów Zjednoczonych Frank Knox, po zasięgnięciu opinii głównego prawnika US Navy oraz gen. Henry'ego Arnolda.
Adm. Nimitz przekazał 16 kwietnia polecenie zaplanowania operacji adm. Halseyowi, dowódcy Obszaru Południowego Pacyfiku, a ten lokalnemu dowódcy sił powietrznych (ComAirSols), adm. Mitscherowi. Ponieważ lotnisko Buin na Bougainville znajduje się o 700 km w linii prostej od najbliższych lotnisk alianckich na Gaudalcanalu, pojawiło się pytanie, czy przechwycenie samolotu admirała jest wykonalne. Adm. Mitscher po naradzie z adiutantem, ppłk. Henrym Viccellio, zdecydował, że ze względu na dystans przechwycenia, zadanie będzie przydzielone pilotom myśliwców dalekiego zasięgu Lockheed P-38 Lightning, które zostaną wyposażone w dodatkowe, podwieszane zbiorniki paliwa.

## Plan i przygotowania

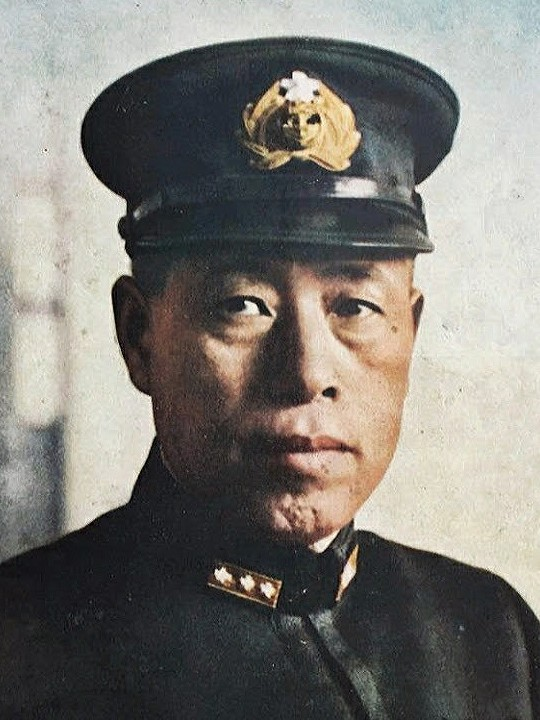
Adm. Yamamoto – cel operacji „Vengeance”.

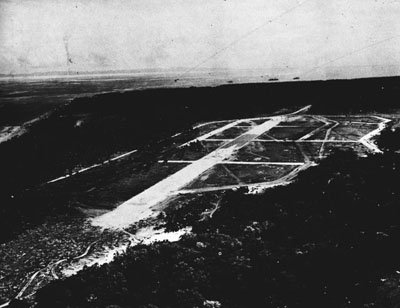
Lotnisko Kukum Field na Guadalcanalu, na którym bazowały myśliwce 339 Dywizjonu

Operacji nadano kryptonim „Vengeance” (ang. – zemsta). Yamamoto miał zostać zestrzelony nad Bougainville, wykonawcą zadania mieli być piloci 339 Dywizjonu USAAF, latający na P-38 i bazujący na Guadalcanalu. 17 kwietnia o 15.35 nadano depeszę z rozkazem dla wykonawców. Opracowanie szczegółów akcji zlecono mjr. Mitchellowi, dowódcy 339 Dywizjonu, który miał bezpośrednio dowodzić całym zespołem. Trasa dolotu do punktu przechwycenia miała przebiegać nisko nad wodami Morza Koralowego (na wysokości ok. 60 stóp), z dala od wysp opanowanych przez Japończyków, aby uniknąć przedwczesnego wykrycia myśliwców. Nawigację prowadzić miał mjr Mitchell, w samolocie którego zainstalowano w tym celu morski kompas. Do wykonania zadania zostało wybranych 18 najbardziej doświadczonych pilotów ze składu 347 Fighter Group:

- por. Roger Ames (339 Dywizjon)
- por. Everett Anglin (12 Dywizjon)
- por. Rex Barber (339 Dywizjon)
- por. Douglas Canning (339 Dywizjon)
- por. Delton Goerke (339 Dywizjon)
- por. Lawrence Graebner (12 Dywizjon)
- por. Raymond Hine (339 Dywizjon)
- por. Besby Holmes (339 Dywizjon)
- por. Jolious Jacobson (339 Dywizjon)
- kpt. Louis Kittel (12 Dywizjon)
- kpt. Thomas Lanphier (339 Dywizjon)
- por. Albert Long (12 Dywizjon)
- por. James McLanahan (339 Dywizjon)
- por. Joseph Moore (339 Dywizjon)
- por. William Smith (12 Dywizjon)
- por. Eldon Stratton (12 Dywizjon)
- por. Gordon Whittaker (12 Dywizjon)

Ponieważ przyjęto, że bombowce będą lecieć na średnim pułapie, nie wyżej niż 3 tys. m, 12 myśliwców miało zająć pozycje na pułapie 6 tys. m jako osłona przed eskortą, a szóstka myśliwców pod dowództwem kpt. Lanphiera lecąca 300 m powyżej przewidywanego pułapu lotu bombowców miała przechwycić cele. Punkt przechwycenia ustalono na 30 mil na wschód od lotniska Buin, na godzinę 9.35. Według kalkulacji ilość paliwa w samolotach powinna wystarczyć najwyżej na 10 min. przebywania w punkcie przechwycenia.
Ponieważ w bazie na Guadalcanalu nie było podwieszanych zbiorników paliwa dla P-38, gen. George Kenney, dowódca 5 Armii Lotniczej USAF, otrzymał rozkaz dostarczenia ich drogą lotniczą z Port Moresby. 18 zbiorników o pojemności 700 litrów i 18 zbiorników 1300 litrowych zostało dostarczone na Henderson Field 17 kwietnia o godz. 21 na pokładach czterech Liberatorów. Montowanie zbiorników i przygotowywanie samolotów do misji trwało przez całą noc.

## Przebieg akcji

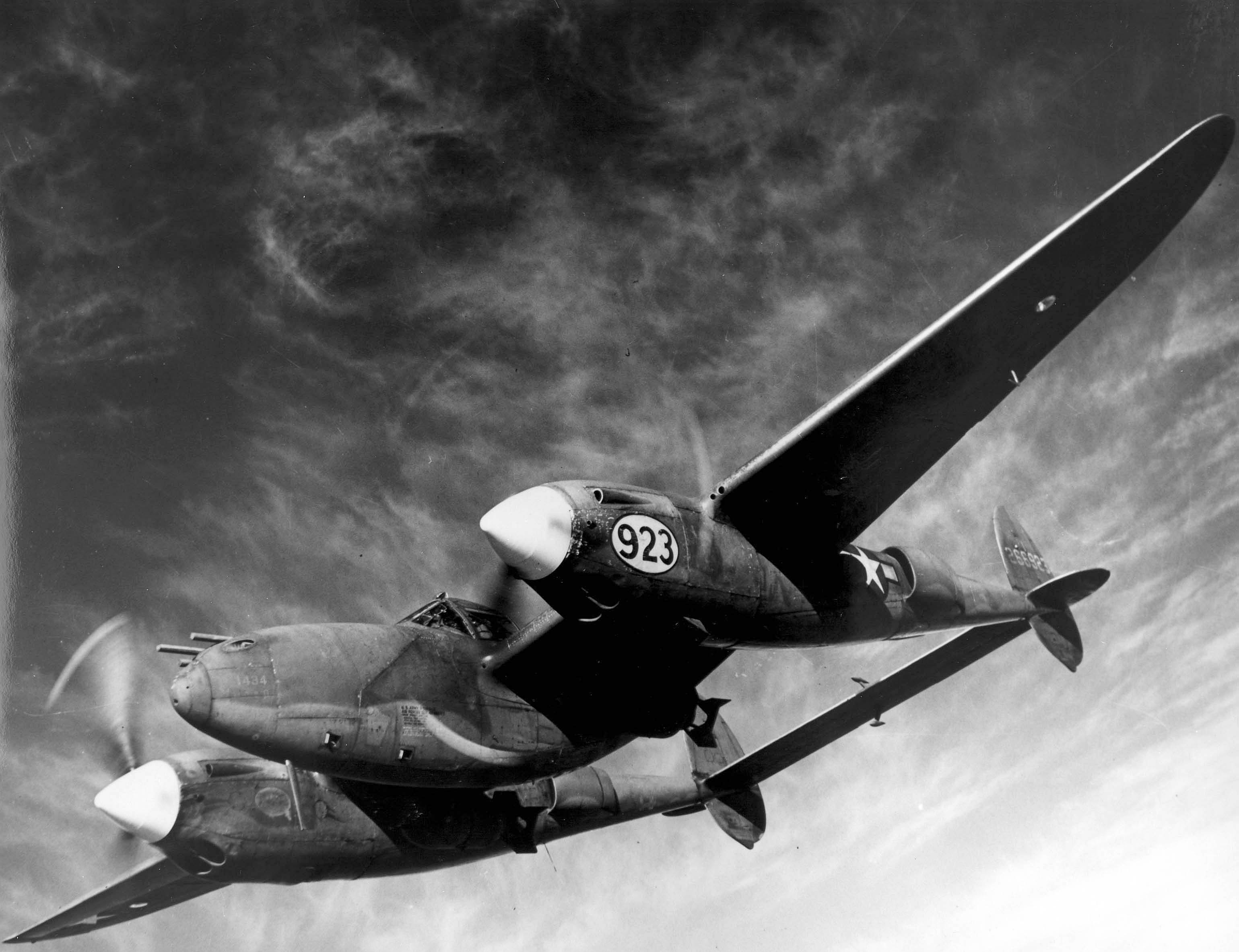
Myśliwce Lockheed P-38 Lightning wyznaczono do przechwycenia samolotów, którymi podróżował adm. Yamamoto

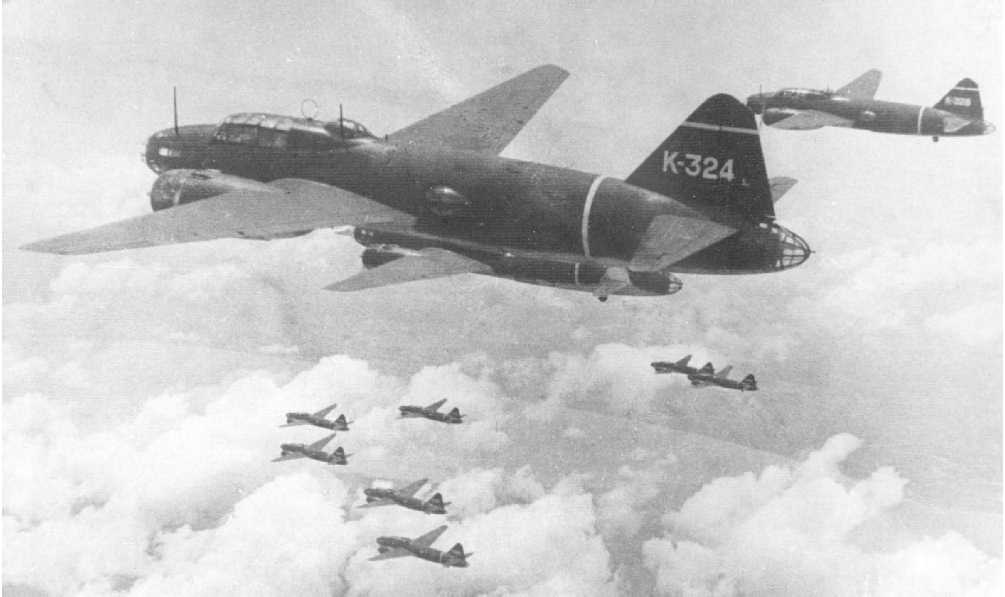
Adm. Yamamoto i jego sztab podróżowali bombowcami Mitsubishi G4M

Do przewiezienia adm. Yamamoto wyznaczono dwie załogi z 705 Kōkūtai na bombowcach Mitsubishi G4M1, osłonę zapewniało sześć myśliwców marynarki Mitsubishi A6M z 204 Kōkūtai. Samoloty wystartowały o godz. 6.00 czasu tokijskiego z lotniska Vunakanau koło Rabaulu. Adm. Yamamoto podróżował samolotem o numerze fabrycznym 2656, z przydzielonym numerem taktycznym 323, pilotowanym przez chor. Takeo Kotani. Wraz z nim w samolocie znajdowali się naczelny chirurg floty kadm. Rokurou Takata, oficer sztabowy kmdr. por. Kurio Toibana, adiutant głównodowodzącego kmdr. por. Noburu Fukusaki oraz siedmiu członków załogi . W drugiej „Betty”, o numerze taktycznym 326, pilotowanej przez chor. Hiroshi Hayashi, podróżowali szef sztabu kadm. Matome Ugaki, główny oficer-płatnik Floty kmdr. Motoharu Kitamura, oficer-meteorolog kmdr. por. Rinji Tomoro, oficer sztabowy kmdr. por. Kaoru Imanaka, oficer sztabowy kmdr. por. Suteji Muroi oraz 6 członków załogi .
Eskortę samolotu dowódcy Połączonej Floty stanowiło sześć myśliwców Mitsubishi A6M „Zero” z 204. Grupy Lotniczej dowodzonych przez kpt. Takeshi Morisaki. Oprócz niego, samoloty eskorty pilotowali Kenji Yanagiya (jedyny pilot który ostatecznie przeżył wojnę), Toyomitsu Tsujinoue, Shoichi Sugita, Yashimi Hidaka oraz Yasui Okazaki. Po półtorej godzinie lotu formacja zbliżyła się do zachodnich brzegów Bougainville i lecąc na wysokości ok. 2000 m skierowała się wzdłuż wybrzeża do Balalae.
Zespół amerykański wystartował o 7.20 z lotniska Henderson Field. W trakcie startu samolot por. McLanahana rozbił się wskutek pęknięcia opony, zaś w powietrzu okazało się, że w samolocie por. Moore’a doszło do usterki w układzie paliwowym. W rezultacie liczba myśliwców w zespole została zredukowana do 16. Por. Holmes i Hine uzupełnili skład grupy atakującej.
Amerykanie lecieli nisko, na wysokości ok. 50 stóp nad morzem, aby uniknąć wykrycia przez Japończyków. O godz. 9.34 zespół amerykański zbliżał się do brzegów Bougainville, gdy por. Canning wykrył formację japońską. Mjr Mitchell polecił odrzucić zapasowe zbiorniki paliwa, i z 12 myśliwców rozpoczął wznoszenie, aby zapewnić osłonę grupie atakującej, która ruszyła w kierunku bombowców. Spośród niej por. Holmes nie zdołał odrzucić zbiornika zapasowego i początkowo pozostał z tyłu osłaniany przez skrzydłowego.
Zbliżające się amerykańskie myśliwce zostały spostrzeżone przez eskortę, jeden z „Zeke” wysunął się przed bombowce i gwałtownymi manewrami zasygnalizował niebezpieczeństwo. „Betty” zanurkowały, a eskorta ruszyła do czołowego ataku na Amerykanów. Kpt. Lanphier i por. Barber, do których dołączyli por. Holmes i Hine, zaatakowali pomimo to bombowce, które w krótkim czasie zostały zestrzelone. Pierwszy, którym podróżował adm. Yamamoto, spadł płonąc w dżunglę, nie przeżył nikt z pasażerów i załogi, sam admirał zginął jeszcze w powietrzu ugodzony pociskami – jeden z nich trafił admirała w żuchwę i wyszedł przez skroń, drugi natomiast trafił w łopatkę. Druga „Betty”, z kadm. Ugakim, uderzyła w wodę ok. 100 m od brzegu wyspy . Kadm. Ugaki, kmdr. Kitamura oraz pilot przeżyli rozbicie samolotu i udało im się wydostać na ląd .
Walka powietrzna trwała mniej niż 2 minuty. Po wykonaniu zadania Amerykanie rozpoczęli odwrót, na macierzyste lotnisko powrócili ok. godz. 11.40. Z akcji nie wrócił por. Hine, którego maszyna została uszkodzona w trakcie walki. Maszyna por. Barbera była również mocno uszkodzona (104 przestrzeliny w kadłubie).
Jeszcze tego samego dnia Japończycy zorganizowali grupę poszukiwawczo-ratunkową pod dowództwem por. Hamasuny, która wyruszyła w dżunglę w celu odnalezienie miejsca rozbicia samolotu. Zostało ono zlokalizowane następnego dnia, zwłoki adm. Yamamoto zidentyfikował jego adiutant kmdr. Watanabe .

## Konsekwencje

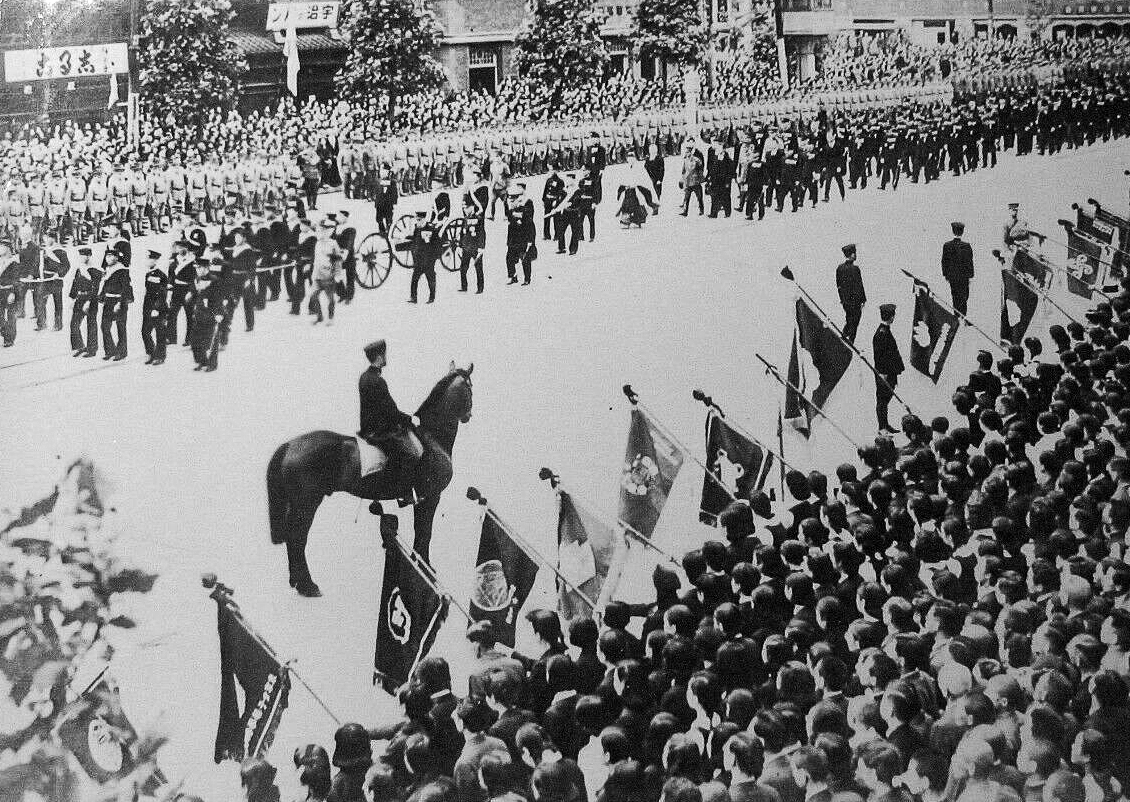
Uroczystości pogrzebowe adm. Yamamoto w Japonii

Zestrzelono dwa bombowce wiozące adm. Yamamoto i członków jego sztabu. W strąconych maszynach zginął adm. Yamamoto oraz 18 osób (członków jego sztabu i załóg samolotów), uratowały się tylko trzy osoby, wśród nich mocno kontuzjowany kadm. Ugaki . Piloci amerykańscy raportowali także zestrzelenie 3 „Zeke”, jednak nie zostało to potwierdzone w powojennych dochodzeniach. Amerykanie stracili jeden P-38, zginął por. Hine.
Ciało Yamamoto zostało skremowane w Buin, po czym jego prochy zostały dostarczone do Truk, gdzie zostały złożone w buddaistycznej prowizorycznej kaplicy na pokładzie pancernika „Musashi”. Informację o śmierci adm. Yamamoto podano do publicznej wiadomości dopiero po ponad miesiącu – 22 maja 1943 roku – w informacji radia NHK. Obawiano się wybuchu paniki w społeczeństwie. Pogrzeb admirała odbył się 5 czerwca 1943 roku – w rocznicę bitwy pod Midway. Udział w uroczystościach przy dźwiękach „Marszu Żałobnego” Fryderyka Chopina, obok setek tysięcy Japończyków, wzięli członkowie rodziny cesarskiej, złożono obok grobowca adm. Tōgō. Następcą admirała na stanowisku głównodowodzącego Cesarskiej Marynarki został adm. Mineichi Koga, który w swoim pierwszym rozkazie podkreślił, jak wielką stratę poniosły siły zbrojne Japonii:

(...) Jeden mógł być Yamamoto i nikt nie może go zastąpić (...).

.
Uczestników zwycięskiej misji awansowano o jeden stopień. Dowódcę, mjr. Mitchella, oraz czterech członków grupy uderzeniowej uhonorowano przyznaniem Navy Cross, pozostałych uczestników – Navy Air Medal.
Ponieważ Amerykanie obawiali się, że konsekwencją operacji może być to, że Japończycy domyślą się, że przechwycono i odczytano zaszyfrowaną depeszę o inspekcji adm. Yamamoto, podjęto działania mające temu zapobiec. P-38 podjęły regularne misje na wymiatanie nad południową częścią Bougainville, aby sprawić wrażenie, że zestrzelenie adm. Yamamoto było wynikiem przypadkowego spotkania w trakcie rutynowych patroli. W żadnym oficjalnym amerykańskim raporcie wojskowym nie wspomniano o zestrzeleniu adm. Yamamoto, a relacje korespondentów prasowych z Guadalcanalu zawierające wywiady z uczestnikami misji zostały ocenzurowane. Ponadto wkrótce po zakończeniu misji jej uczestników wycofano z akcji bojowych i przeniesiono do Stanów Zjednoczonych, aby nie dostali się w ręce Japończyków.

## Po wojnie
Po akcji pojawiły się niejasności co do tego, kto zestrzelił samolot, którym podróżował adm. Yamamoto. Kpt. Lanphier przypisał sobie zestrzelenie adm. Yamamoto, choć ani w momencie ataku, ani bezpośrednio po akcji nikt z jej uczestników nie mógł wiedzieć, w którym z dwóch bombowców przebywał głównodowodzący. Początkowo zestrzelenie adm. Yamamoto przypisywano kpt. Lanphierowi, który do swej śmierci był o tym przekonany – uważał, że Barber dwukrotnie atakował ten sam samolot, który finalnie rozbił się w morzu. Jednak po analizie relacji uczestników akcji i dokumentów japońskich ujawnionych po wojnie komisja USAF uznała, że do samolotu admiralskiego, który rozbił się w dżungli, strzelali zarówno por. Barber (jako pierwszy) i kpt. Lanphier (jako drugi). W oficjalnym werdykcie przyznano im po pół zestrzelenia tego samolotu. Ponadto por. Barberowi i por. Holmesowi przyznano wspólne zestrzelenie drugiego bombowca. Po wojnie por. Barber po wysłuchaniu relacji Hiroshi Hayashi, pilota drugiego bombowca, który widział, że samolot adm. Yamamoto był atakowany od tyłu, podczas gdy z relacji kpt. Lanphiera wynikało, że atakował bombowiec z boku, doszedł do przekonania, że jest jedynym autorem zestrzelenia maszyny admiralskiej. Jednak komisja USAAF, pomimo kilkukrotnych apelacji, nie zmieniła werdyktu w sprawie zestrzelenia. Podobnie sąd federalny, ze względu na niepewność w ustaleniach, odmówił rozstrzygnięcia sporu, który z pilotów jest autorem zestrzelenia. Por. Douglas Canning, na podstawie relacji pilota eskorty Kenji Yanagiya, który wspominał, że bombowiec admiralski rozbił się 20–30 sekund po ostrzelaniu go z tyłu przez P-38, uznał, że kpt. Lanphier nie miał możliwości dokonania w tym czasie nawrotu i ostrzelania tej maszyny.
Nie jest również jasne, czy w podjęcie decyzji o zestrzeleniu Yamamoto zaangażowany był prezydent Roosevelt. Według niektórych źródeł prezydent, powiadomiony o możliwości przechwycenia samolotu adm. Yamamoto, osobiście autoryzował rozkaz zestrzelenia, jednak nie zachowały się dokumenty, które by to potwierdzały. Zachowanie prezydenta i jego reakcje bezpośrednio po otrzymaniu wiadomości o rezultatach akcji świadczą jednak o tym, że wiedział o planowanej operacji. Chociaż przeczy temu czas wydania przez Nimitza odpowiednich rozkazów dla adm. Halseya, który czyniłby zaangażowanie prezydenta niemal niemożliwym.

### Miejsce upadku i upamiętnienie

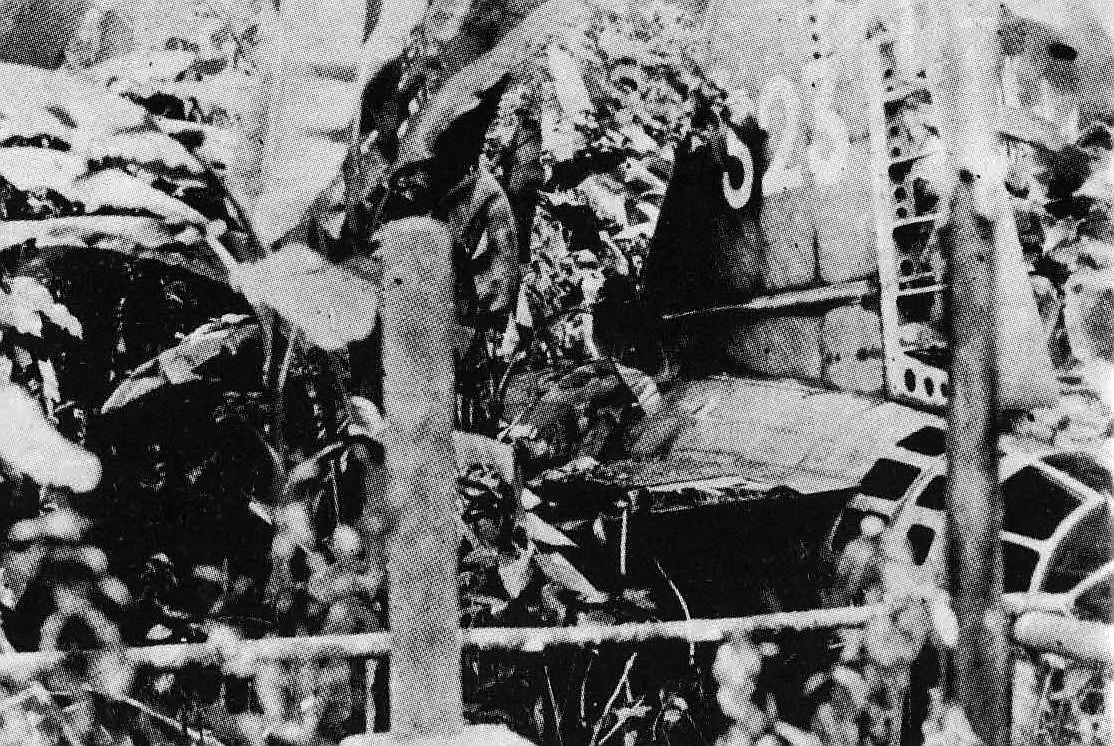
Szczątki samolotu, którym podróżował adm. Yamamoto na miejscu upadku w dżungli na Bougainville. Na stateczniku widać numer taktyczny samolotu, obecnie niezachowany.

Miejsce upadku samolotu, który przewoził adm. Yamamoto, znajduje się w południowej części Bougainville, na pozycji S 06°47.165′, E 155°33.137′. Resztki wraku samolotu, którym podróżował adm. Yamamoto, zostały wyszabrowane, jednak duża część szczątków samolotu zachowała się na miejscu upadku. W trakcie japońskiej okupacji wyspy zbudowano tam świątynkę poświęconą pamięci admirała. W latach 60. delegacja japońska umieściła tablicę pamiątkową na miejscu katastrofy . Miejsce to jest atrakcją turystyczną, często odwiedzaną przez wycieczki z Japonii. Fragment skrzydła samolotu, w którym zginął adm. Yamamoto, oraz fotel, na którym siedział podczas feralnego rejsu, zostały zabrane z miejsca katastrofy i przeniesione do Yamamoto Memorial Hall & Museum w Nagaoce. Wolant znajduje się w Muzeum McArthura w Brisbane .